# Luuk Dresen
Luuk Robert Dresen (Zeist, 24 maart 1995 – Amsterdam, 26 juni 2022) was een Nederlands programmamaker en podcastmaker. Hij werkte onder andere voor AT5 en had meerdere podcasts, waaronder Lekker lullen met Lieke Augustijn.

## Biografie
Dresen werd geboren in Zeist. Hij studeerde technische natuurkunde in Delft en behaalde aldaar een master communicatiewetenschappen. Hierna verhuisde hij naar Amsterdam waar hij voor de nieuwszender AT5 ging werken. In 2021 kreeg Dresen de &C Talent of the Year Award gecreëerd door Chantal Janzen. Daarnaast begon hij het YouTube kanaal Nieuwe gasten en de podcast De h van hetero waarin hij een brug sloeg tussen hetero's en de lhbtiq-gemeenschap. Een andere podcast waarin Dresen bekendheid door verkreeg was Lekker lukken, waarin hij samen met Lieke Augustijn maatschappelijke onderwerpen besprak. In 2022 ging Dresen aan de slag als presentator voor Hart op de tong, de online rubriek van Hart van Nederland. In juni 2022 tekenden Dresen en Augustijn voor de podcast Lekker lullen een contract bij Dag en Nacht Media.

## Overlijden
In de ochtend van zondag 26 juni 2022 kwam Dresen door een noodlottig ongeval om het leven. Zijn overlijden maakte veel los in de Nederlandse mediawereld. Pas enkele jaren na het overlijden van Dresen, pakte Augustijn de podcast Lekker lullen weer op, ditmaal met Britt Scholte aan haar zijde.